# Hrabstwo Surry (Karolina Północna)
Hrabstwo Surry (ang. Surry County) – hrabstwo w stanie Karolina Północna w Stanach Zjednoczonych.

## Geografia
Według spisu z 2000 roku obszar całkowity hrabstwa obejmuje powierzchnię 538 mil2 (1393,41 km²), z czego 537 mil2 (1390,82 km²) stanowią lądy, a 1 milę2 (2,59 km²) stanowią wody. Według szacunków United States Census Bureau w roku 2012 miało 73 561 mieszkańców. Jego siedzibą administracyjną jest Dobson.

### Miasta
- Dobson
- Mount Airy
- Pilot Mountain

### CDP
- Flat Rock
- Toast
- White Plains